# Gāzer Sang
Gāzer Sang (persiska: گازر سنگ, قادِر سَنگ) är en ort i Iran.   Den ligger i provinsen Alborz, i den nordvästra delen av landet, 90 km väster om huvudstaden Teheran. Gāzer Sang ligger 1 188 meter över havet och antalet invånare är 512.
Terrängen runt Gāzer Sang är platt åt sydväst, men åt nordost är den kuperad.Runt Gāzer Sang är det ganska tätbefolkat, med 86 invånare per kvadratkilometer. Närmaste större samhälle är Naz̧arābād, 7,9 km sydost om Gāzer Sang. Trakten runt Gāzer Sang består till största delen av jordbruksmark.